# Ayutuxtepeque
Ayutuxtepeque è un comune del dipartimento di San Salvador, in El Salvador.